# Georges Charpak
Georges Charpak (ur. 1 sierpnia 1924 w Dąbrowicy niedaleko Równego, zm. 29 września 2010 w Paryżu) – francuski fizyk pochodzenia żydowskiego urodzony w Polsce, laureat Nagrody Nobla w dziedzinie fizyki w roku 1992.

## Życiorys
Urodził się w Polsce, w biednej rodzinie żydowskiej jako Jerzy Charpak. Wraz z rodziną spędził w dzieciństwie dwa lata w Palestynie, po czym powrócił do Polski. Urodził się wówczas jego brat Andrzej (1928–2006), późniejszy aktor. W domu mówiono w jidysz, a Jerzy Charpak był jedynym członkiem rodziny, który uczył się mówić po polsku. W roku 1932 wraz z rodziną wyemigrował do Francji. W czasie wojny działał w ruchu oporu, za co został skazany przez sąd w Vichy na dwa lata więzienia. W roku 1944 został wywieziony do obozu koncentracyjnego Dachau, gdzie przebywał do wyzwolenia w 1945 roku.
Uczęszczał do szkół średnich w Montpellier i Paryżu. W roku 1946 uzyskał obywatelstwo francuskie. Studiował od roku 1945 w École nationale supérieure des mines de Paris, potem rozpoczął pracę naukową. W 1954 r. obronił doktorat na temat rozpadów jądrowych beta i uzyskał posadę w Centre national de la recherche scientifique (CNRS), gdzie pracował do 1959 r. Był współpracownikiem Frédérica Joliot-Curie w Collège de France, specjalizując się w fizyce eksperymentalnej. Był członkiem Francuskiej Partii Komunistycznej, wystąpił z niej w roku 1956 r., na znak protestu przeciw stłumieniu powstania węgierskiego. W latach 1959–1991 pracował w CERN, m.in. odkrywając (wraz ze współpracownikami) różne właściwości mionów.
W 1953 r. ożenił się z Dominque Vidal, z którą miał dwóch synów i córkę.
W 1992 roku otrzymał Nagrodę Nobla za wkład w dziedzinie opracowania detektorów cząstek.

## Odznaczenia i wyróżnienia
Medale i ordery:
- Krzyż Oficerski Orderu Narodowego Zasługi (1997)[6][7]
- Krzyż Oficerski Legii Honorowej (2007)[8][7][9]
- Grand Vermeil Médaille de la Ville de Paris(inne języki) (2009)[8]

Członkostwo akademii naukowych:
- Francuska Akademia Nauk (1985)
- Austriacka Akademia Nauk (1993)
- Academia das Ciências de Lisboa(inne języki) (1995)
- Rosyjska Akademia Nauk (1994)
- Académie nationale de médecine(inne języki) (2002)

Doktoraty honoris causa:
- Uniwersytet Genewski (1977)
- Uniwersytet Arystotelesa w Salonikach (1993)
- Université Libre de Bruxelles (1994)
- Uniwersytet w Coimbrze (1994)
- Uniwersytet Ottawski (1995)